# Гимназия с преподаване на чужди езици „Ромен Ролан“
Гимназия с преподаване на чужди езици (ГПЧЕ) „Ромен Ролан“ е средно езиково училище в град Стара Загора. Изучаваните в него езици са английски, френски и немски.

## История
Училището е създадено през 1966 г. под името Френска езикова гимназия (съкратено ФЕГ). Това става със заповед на тогавашния министър на просветата Ганчо Ганев. Приемът включва ученици от Южна България. В първия випуск са приети 100 ученици, разпределени в четири паралелки.Първият западен език, който се изучава е френски, а вторият английски. 
За първи директор на училището е назначен Кънчо Матев, който остава на този пост до 1993 г., когато се пенсионира. Той е човекът, подал през 1962 г. предложение до Министерството на народната просвета за създаването на учебно заведение със засилено изучаване на английски, френски, немски и руски език. За цялостния му принос за развитие на образованието е удостоен с орден „Св. св. Кирил и Методий“, а на празника на града на 05.10.2016 г., в годината, в която гимназията отбелязва своя 50-годишен юбилей, г-н Матев е удостоен със званието „Почетен гражданин на Стара Загора“. Починал на 11.05.2024г.
През учебната 1967/1968 е избран и патронът на гимназията – френският писател и хуманист Ромен Ролан.
Около средата на 70-те години на 20 век гимназията е преименувана на Гимназия с преподаване на френски език (съкратено ГПФЕ), най-вече по политически и идеологически съображения. След военния преврат в Чили през 1973 г., в знак на солидарност, вторият западен език е сменен от английски на испански.  
През 1977 г. Националната комисия за Юнеско - България към МВнР и Министерство на народната просвета предлагат гимназията за асоцииран член на Юнеско. Гимназията става едно от 8-те асоциирани български учебни заведения на пряко подчинение на местните органи на организацията. 
През 1983 г. е открита първата паралелка с изучаване на английски език, а през 1985 г. се откриват още две такива. Това за пореден път води до смяна на името на гимназията, този път на Гимназия с преподаване на чужди езици (съкратено ГПЧЕ). През същата година са създадени и две паралелки с немски език. В края на 90-те години на 21в. съотношението е изравнено на три паралелки за всеки един от езиците – френски, английски и немски. 
Понастоящем директор на гимназията е Теодора Николова.

## Прием след 7-ми клас
Приемът в ГПЧЕ „Ромен Ролан“ става с изпит след 7-и клас. Средният брой на приетите ученици е 230. Всички кандидати полагат два приемни изпита – по български език и литература и по математика.
Крайният бал, по който се прави класацията, се образува от сбора на оценките по български език и математика от дипломата за седми клас и удвоените оценки от положените изпити.

## 40-годишният юбилей
През 2006 година тържествено е отбелязан 40-годишния юбилей на гимназията с двудневно честване, което включва изложба, концерт и речи на бивши и настоящи учители и ученици. На него присъства и първият директор на гимназията Кънчо Матев, един от най-обичаните директори в Стара Загора.

## Известни възпитаници на ГПЧЕ „Ромен Ролан“
- Антон Хекимян – български журналист, водещ на предаването „Тази сутрин“, випуск 2003г.;
- Венелин Петков – журналист и продуцент, Би Ти Ви, випуск 1991 г.;
- Георги Вълчев – историк, преподавател в СУ, випуск 1982 г.;
- Гордан Коев – актьор, випуск 2017 г.;
- Димитър Енчев – дългогодишен дипломат в Гърция, випуск 1979 г.;
- Живко Тодоров – кмет на Стара Загора, випуск 2000 г.;
- Иван Кирков – комедиант, випуск 2002 г.;
- Иван Панев – актьор, випуск 1986 г.;
- Иван Русчев – проф. ГСП, д.ю.н. в СУ „Св. Кл. Охридски“; член-кореспондент на БАН; арбитър в АС БСК, випуск 1976 г.;
- Илиана Иванова – политик, випуск 1994 г. (Член на Европейската комисия 2023-2024г.; Член на Европейската сметна палата - Декан на одитен състав II, 2013-2023г.; Евродепутат, 2009 – 2012 г.);
- Кирил Добрев – политик, народен представител, зам. министър на здравеопазването, випуск 1979 г.;
- Петър Дойчев – кинорежисьор, випуск 2017 г.;
- Станимир Гъмов – актьор, випуск 1993 г.;
- Стефан Вълдобрев – актьор, випуск 1989 г.;
- Стефан Кисьов – писател, автор на романа Екзекуторът, випуск 1982 г.;
- Стефка Янорова – актриса, випуск 1988 г.;
- Ива Радева - областен управител на Стара Загора 2023-2024г.; випуск 1994 г.